# Norman Birkett
William Norman Birkett, 1.º Barão de Birkett, PC (Ulverston, 6 de setembro de 1883 – Londres, 10 de fevereiro de 1962) foi um advogado, juiz, político e pastor britânico que trabalhou como suplente na área jurídica durante os julgamentos de Nuremberg. Birkett iniciou sua escolaridade primária na Barrow-in-Furness Higher Grade School. Ele era um pastor metodista e um comerciante de tecidos antes de frequentar a faculdade Emmanuel College, em Cambridge, no ano de 1907, para estudar teologia, história e direito. Ao obter formação acadêmica em 1910, trabalhou como secretário e foi chamado à Ordem dos Advogados em 1913.
Declarado clinicamente inapto para o serviço militar durante a Primeira Guerra Mundial, Birkett usou o tempo para compensar sua entrada tardia na profissão jurídica e foi nomeado Conselheiro do Rei em 1924. Ele se tornou um advogado de defesa criminal e atuou como advogado em vários casos famosos, entre eles, os assassinatos de Brighton. Membro do Partido Liberal, ele se sentou no Parlamento, representando a cidade de Nottingham, duas vezes: o primeiro em 1923, e o segundo em 1929.
Apesar de recusar a nomeação para o Alta Corte de Justiça em 1928, foi-lhe novamente oferecido o cargo em 1941 e aceitou, juntando-se à King's Bench Division. Em 1945, ele trabalhou como juiz britânico suplente nos julgamentos de Nuremberg e foi nomeado conselheiro particular em 1947. Ele ingressou no Tribunal de Recursos em 1950, mas se aposentou em 1956, quando ocupou o cargo por tempo suficiente para receber uma pensão. A partir de 1958, ele esteve na Câmara dos Lordes, e seu discurso contra um projeto de lei privado em 1962 (o projeto de lei visava converter o lago Cumbrian Ullswater em um reservatório) foi derrotado por 70 votos a 36, dois dias antes de sua morte em 10 de fevereiro de 1962.
Intitulado como "um dos advogados liberais mais notáveis na primeira metade do século XX" e "o Lord Chancellor que nunca existiu", Birkett era conhecido por sua habilidade em sua oratória, o que o ajudou a defender seus clientes com tamanha estanqueidade dos processos contra eles. Como juiz suplente, Birkett não teve permissão para votar nos julgamentos de Nuremberg, mas sua opinião ajudou a moldar o julgamento final. Durante seu mandato no Tribunal de Recurso, ele supervisionou alguns dos casos mais significativos da época, particularmente no direito contratual, apesar de sua aversão declarada ao trabalho judicial.

## Primeiros anos e educação
Filho de Thomas Birkett, um comerciante de tecidos; e de Agnes, que morreu em 1884 de tuberculose, Norman nasceu em Ulverston, Lancashire (agora parte do condado administrativo de Cumbria), em 6 de setembro de 1883. Ele frequentou a escola primária Wesleyana, em Ulverston até 1894, quando se mudou para a Barrow-in-Furness Higher Grade School. Embora inteligente, Birkett não era conhecido como um aluno particularmente acadêmico e passava tanto tempo em brincadeiras quanto ao seus estudos. Ele deixou a escola primária em 1898, começando a trabalhar como aprendiz em uma das lojas de tecidos de seu pai e começando a pregar. Ele era um pastor local popular no circuito metodista local, e, ao decidir que era improvável que ele fosse um bom negociante de tecidos, seu pai permitiu que ele deixasse o negócio em 1904 para se tornar um ministro de Charles Bedale. Em 1905, Bedale sugeriu que Birkett deveria ir para a Universidade de Cambridge, com intuito de estudar história e teologia. Birkett gostou da ideia, tendo conversado anteriormente com AC Benson, o Mestre do Magdalene College, antes de colocar em prática na faculdade Emmanuel College, em Cambridge. A instituição de ensino acadêmico lhe ofereceu uma vaga, com a condição de que ele passasse no vestibular e completasse as provas para ser aceito na universidade como um todo. Ele passou três meses aprendendo latim e grego, e foi aceito para iniciar os estudos em outubro de 1907.
Em Cambridge, Birkett pregou no circuito metodista local e na Leys School. Ele também era ativo no esporte, jogando rúgbi, futebol e golfe. Ele falou pela primeira vez na Cambridge Union Society, em seu segundo mandato, sobre a moção de "esta Câmara daria as boas-vindas à Desconstituição da Igreja da Inglaterra", e o periódico científico Cambridge Review relatou que foi "um discurso muito interessante". Em seu segundo ano, ele foi eleito para o comitê social Emmanuel Debating, e falou, muitas vezes, no Sindicato sobre assuntos como autogoverno para a Irlanda, crueldade contra animais e educação secular. Ele fez amizade com Arnold McNair, o secretário da União, e McNair concordou em colocar o nome de Birkett nos papéis eleitorais para a eleição para o Comitê da União. Birkett não conseguiu entrar, mas ao concorrer novamente em 1910, foi eleito Secretário da União por uma margem de apenas seis votos. Ele se tornou vice-presidente no mandato seguinte e presidente no mandato seguinte. Enquanto Birkett era presidente, o Cambridge Review relatou que "não havia orador mais certo de agradar a casa", e o discurso que ele fez quando Theodore Roosevelt visitou Cambridge foi bem recebido por Roosevelt e pela universidade como um todo.

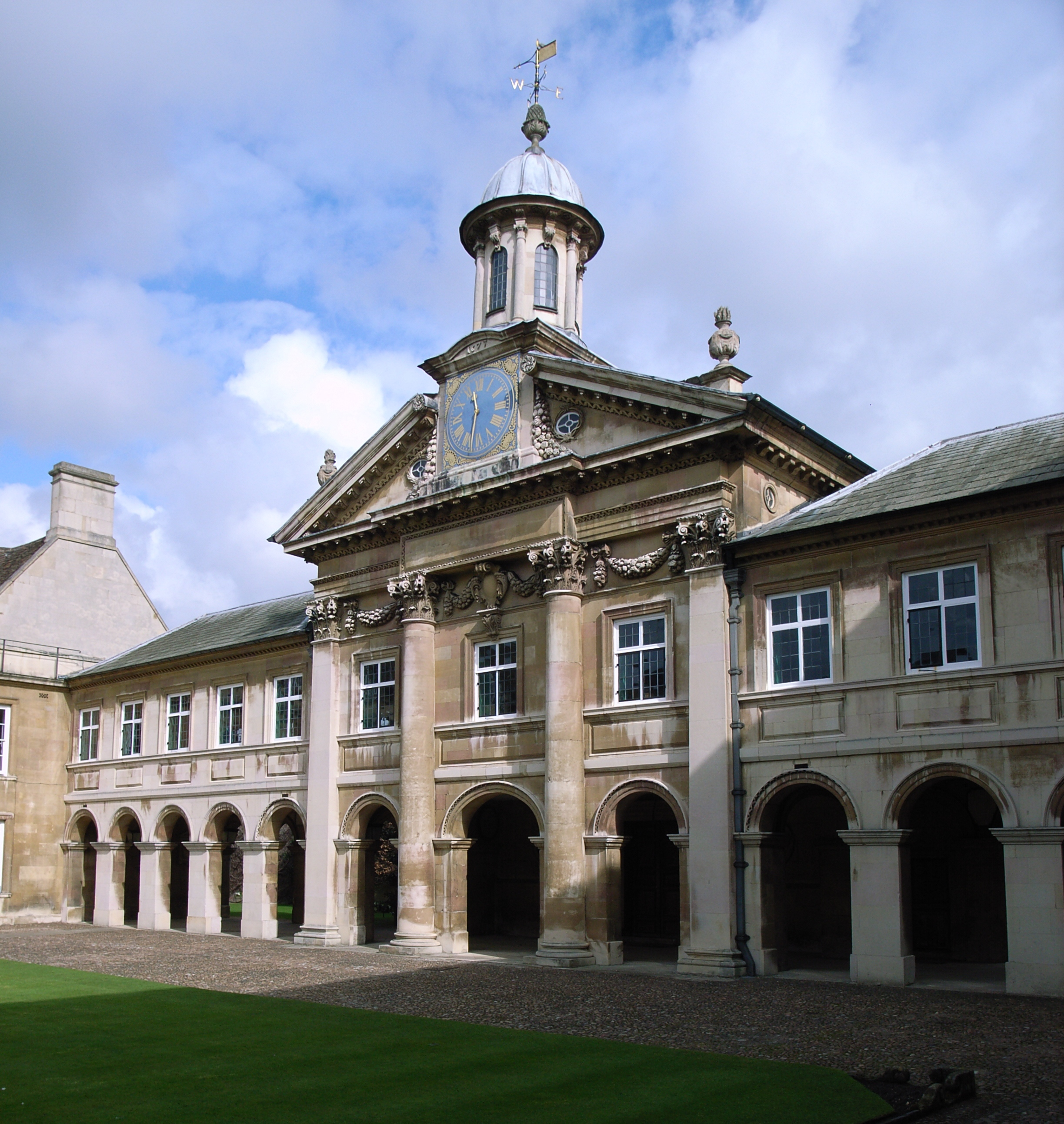
A capela do Emmanuel College, Cambridge, onde Birkett estudou entre 1907 e 1910

Ele esteve na segunda turma do primeiro exame de História em 1909, conquistando o Prêmio de Ensaio Inglês com um ensaio sobre a sátira política na poesia inglesa. Ele ganhou o mesmo prêmio novamente em 1910 e, naquele ano, recebeu honrarias de primeira classe em seu Exame Especial Teológico. A essa altura, ele estava com dúvidas sobre seu futuro como ministro e consultou o chamado Leitor de Direito, da universidade, sobre a possibilidade de seguir a carreira de advogado. Seguindo o conselho do Reader, Birkett fez o segundo exame de Direito em 1911, aprovado com honrarias na segunda turma. Birkett entrevistou os editores dos jornais britânicos The Guardian e The Observer, em sua busca por um emprego para sustentá-lo, enquanto fazia o exame da ordem. Ele conseguiu um trabalho como secretário pessoal de George Cadbury Junior, com um salário de 200 libras esterlinas por ano, que planejava manter até se qualificar como advogado. Depois de apenas um mês trabalhando para a Cadbury, seu salário foi aumentado para 500 libras e, posteriormente, ele recebeu uma oferta de cargo permanente. Enquanto estava lá, ele continuou seu trabalho político e falou em nome do Partido Liberal, consolidando sua reputação de oratória eficaz ao, em uma ocasião, prender a atenção de mais de mil pessoas por uma hora. Ele fez a primeira parte do Bar Examination em 1912, mas foi reprovado na prova sobre setor imobiliário; contudo, ele foi aprovado em sua segunda tentativa e foi chamado para o Bar, no Inner Temple, em 4 de junho de 1913.
Enquanto trabalhava para a Cadbury, Birkett fez amizade com Ruth "Billy" Nilsson e, depois que ele a pediu em casamento várias vezes, ela concordou em se casar com ele. Nilsson desistiu de seu cargo em Bourneville para se mudar para Londres e ambos se casaram em 25 de agosto de 1920. Eles tiveram dois filhos, sendo uma menina chamada Linnea Birkett, nascida em 27 de junho de 1923; e um menino chamado Michael Birkett, nascido em 22 de outubro de 1929. Um entusiasta do golfe, ele era membro do Harewood Downs Golf Club, perto de Amersham, no condado de Buckinghamshire.

## Atuação na Ordem dos Advogados e Membro do Parlamento

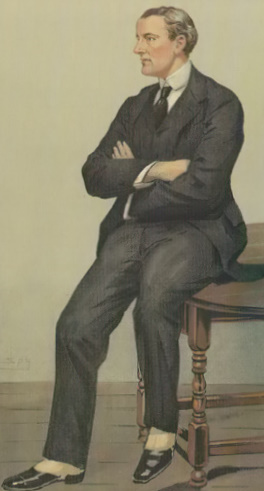
Edward Marshall Hall ofereceu a Birkett um lugar em seus aposentos com base em sua atuação no Green Bicycle Case

Depois de se qualificar como advogado, mudou-se para Birmingham em 1914, escolhendo a cidade porque tinha algumas conexões lá graças à sua associação com Cadbury, e começou a trabalhar nas câmaras de John Hurst. Sua carreira foi auxiliada pela eclosão da Primeira Guerra Mundial; muitos dos advogados mais jovens e mais aptos foram convocados para o serviço de guerra, enquanto o próprio Birkett, que tinha trinta anos quando ingressou na advocacia, evitou o alistamento porque foi declarado clinicamente inapto. Ele sofria de tuberculose e voltou a Ulverston durante seis meses para se recuperar da doença. Durante seu tempo em Birmingham, ele continuou seu trabalho como ministro, pregando regularmente na Capela do Povo Batista.
Birkett tornou-se um advogado de defesa popular, algo que, ocasionalmente, lhe trazia problemas; uma vez ele foi forçado a recusar o pedido de um réu para atuar como seu representante porque Birkett era esperado em um tribunal diferente. Ele impressionou tanto a Corte em Birmingham que, em 1919, foi aconselhado por um juiz local a se mudar para Londres para avançar em sua carreira. Embora inicialmente hesitasse, dizendo que "a competição em Londres é em uma escala bem diferente e, se eu falhasse lá, teria perdido tudo o que construí aqui", um caso que ele assumiu em 1920 mudou toda a situação. Ele atuou como um profissional júnior para a acusação no episódio Green Bicycle Case contra Edward Marshall Hall. Apesar da derrota, ele impressionou suficientemente Marshall Hall para que este lhe oferecesse um lugar em seus aposentos em Londres. Ele não tinha ligações com os advogados na capital britânica, e o escrivão de seu novo escritório contornou essa falta de contatos usando-o como advogado em casos envolvendo Marshall Hall, que como Conselheiro do Rei, só poderia comparecer ao tribunal quando acompanhado por um advogado júnior, como foi o caso de Birkett.

### Membro do Parlamento
Seu pai havia apoiado o Partido Liberal e Birkett ajudou a fazer campanha para eles durante as eleições gerais de 1906. Ele havia sido convidado para se tornar o candidato liberal de Cambridge em 1911, mas recusou porque não tinha renda; ele, no entanto, ajudou seu empregador George Cadbury Jr. a ser eleito Conselheiro Liberal em Birmingham e ajudou a abrir uma filial da Liga Nacional de Jovens Liberais na cidade. Birkett foi o candidato liberal do Norton de Birmingham King nas eleições gerais de 1918, mas perdeu para Herbert Austin. A carreira política de Birkett decolou em 1923. Ele concorreu para cidade de Nottingham nas eleições gerais de 1923 e foi eleito com uma maioria de 1 436 votos, feito que foi descrito como uma "vitória esmagadora", já que o Partido Conservador ocupava a cadeira desde 1910 e tinha uma maioria de 4.000 na eleição na eleição anterior.
O primeiro discurso de Birkett no Parlamento respondeu a uma proposta de Charles Dukes, um membro do Partido Trabalhista, que foi a favor de pensões do estado para viúvas com filhos e esposas, cujos maridos não puderam trabalhar devido a ferimentos. Birkett foi além da mudança proposta e sugeriu que as pensões fossem concedidas a mães solteiras, esposas abandonadas e esposas divorciadas. Seu discurso foi bem recebido; o periódico Nottingham Journal descreveu-o como tendo causado "uma excelente impressão" na Câmara dos Comuns, e Charles Masterman o chamou de "um possível futuro Lord Chancellor". Por causa de seu foco em sua carreira como advogado, e não como político, Birkett raramente aparecia na Câmara dos Comuns, mas trabalhava muito quando comparecia. Em uma ocasião, ele passou a noite toda em uma sessão parlamentar que terminou às 6 horas da manhã, e depois compareceu a uma sessão do tribunal no dia seguinte.
Ele se inscreveu para se tornar um Conselheiro do Rei em 1924, já que os advogados que também eram parlamentares e tinham uma chance maior de serem aceitos do que outros. Ele foi aceito em 15 de abril de 1924 e empossado no mesmo dia. Sua ascensão foi recebida com a aprovação de vários juízes notáveis, incluindo Arthur Greer que, mais tarde, Lord Justice of Appeal, descreveu como "a menos que meu julgamento esteja muito errado, você rapidamente adquirirá um lugar de destaque na primeira fila", cujo sentimento foi repetido por outros juízes, entre eles William Finlay, ao afirmar "estou confiante de que você chegará ao topo da profissão e ficarei muito feliz quando minha confiança for justificada". Em seu primeiro ano como conselheiro do rei, Birkett ganhou 8 600 libras esterlinas, o dobro do que havia recebido no ano anterior como assessor júnior.
Em 1924, o Caso Campbell derrubou o governo minoritário trabalhista e forçou uma eleição geral. Birkett voltou a cidade de Nottingham para fazer campanha pela sua reeleição, embora tenha enfrentado um trabalho muito mais difícil do que em 1923. O candidato conservador, Edmund Brocklebank, foi muito mais forte do que na eleição anterior, e a votação da esquerda foi dividida porque ele também estava em campanha contra Tom Mann, um notável comunista. Poucos dias antes da eleição, foi publicada uma carta de Zinoviev, supostamente endereçada ao Partido Comunista, que mencionava a organização de levantes nas colônias britânicas; o medo da "ameaça socialista" levou muitos eleitores à direita e, na eleição de 29 de outubro de 1924, muitos membros liberais do parlamento, incluindo Birkett, perderam seus assentos para os conservadores.

### Trabalhos na Ordem dos Advogados em Londres
Enquanto trabalhava com Marshall Hall, Birkett esteve envolvido em vários casos criminais notáveis que ajudaram a consolidar sua reputação com uma excelente oratória na Ordem dos Advogados.
Em 1925, um caso conhecido como "Bachelor's Case" surgiu na Alta Corte de Justiça entre o tenente-coronel Ian Dennistoun e sua ex-esposa Dorothy Dennistoun. Quando os Dennistouns se divorciaram, o Sr. Dennistoun não pôde pagar a compensação subsidiária. Em vez disso, ele prometeu que sustentaria sua ex-esposa no futuro, quando tivesse dinheiro. Algum tempo depois do divórcio, o Sr. Dennistoun casou-se com Almina Herbert, Condessa de Carnarvon, viúva de Lord Carnarvon, uma mulher rica graças aos termos do testamento de seu marido, que sustentava seu novo marido. Depois de ouvir sobre isso, Dorothy Dennistoun exigiu o dinheiro da pensão que havia sido prometido. Lady Carnarvon viu isso como chantagem e persuadiu seu novo marido a levar sua esposa ao tribunal pelo que Sir Henry McCardie, que julgou o caso, intitulando como "o litígio mais amargamente conduzido que já conheci". Marshall Hall e Birkett trabalharam no caso representando Lady Carnarvon, e o Sr. Dennistoun, enquanto Ellis Hume-Williams, um dos advogados de divórcio mais respeitados da época, representou a Sra. Dennistoun.
O caso, inicialmente, parecia estar indo mal para Marshall Hall. Um interrogatório inepto de sua parte enfraqueceu seu argumento, e uma doença o deixou irritado e mal-humorado. Seguindo o conselho de seu escrivão, ele pediu a Birkett que fizesse o discurso de encerramento perante o tribunal, o que mudou completamente o clima do tribunal e um júri inicialmente hostil decidiu desconsiderar o acordo do Sr. Dennistoun para pagar a compensação subsidiária a sua ex-esposa. O desempenho de Birkett chegou às primeiras páginas de muitos jornais noturnos, entre eles, o jornal The Daily Mail, que descreveu Birkett como "a maior descoberta legal do ano" e chamou seu discurso de "uma peça brilhante de defesa". Seu trabalho para este caso e a cobertura jornalística dele chamou a atenção de muitos advogados de Londres e o levou a ganhar 8 000 libras esterlinas nos primeiros sete meses de 1925. Naquele ano, ele ganhou 12 mil libras no total, uma quantia que subiu para 16 500 em 1926 e atingiu o pico em 1929, quando ganhou 33 500 libras. Ao encontrar Miles Malleson, um velho amigo dos tempos de Cambridge, ele disse surpreso "você sabia, Miles, que estou ganhando mais dinheiro do que pensei que existisse no mundo!"

### Retorno à política como Membro do Parlamento

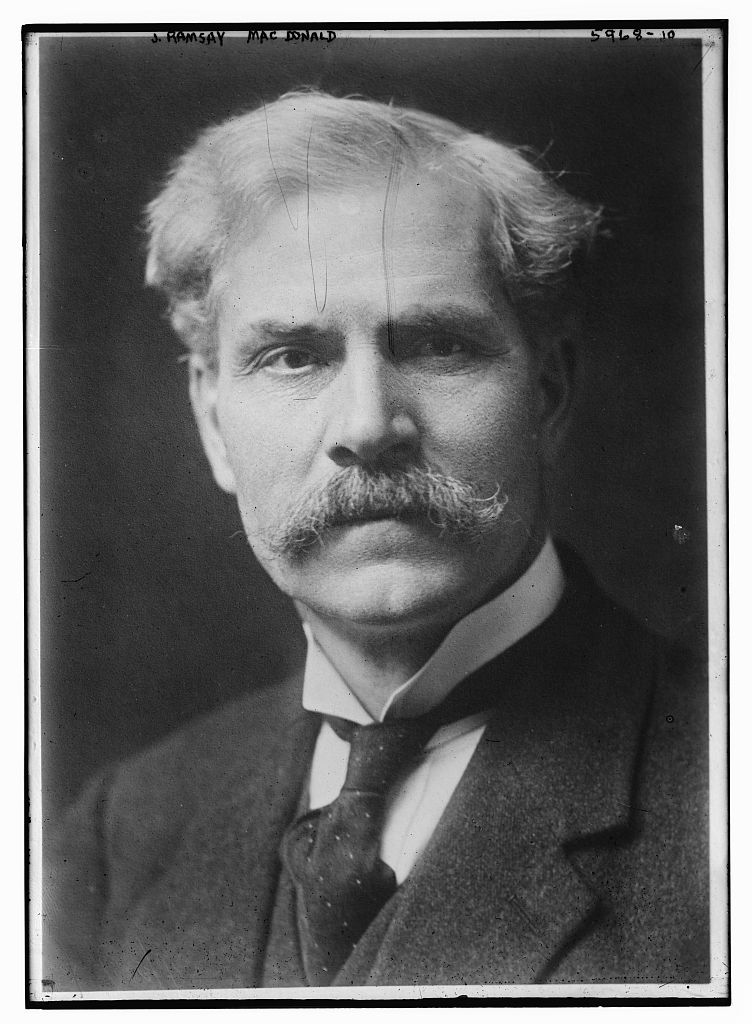
Ramsay MacDonald (foto) ofereceu a Birkett o cargo de procurador-geral se ele desertasse e se juntasse ao Partido Trabalhista

Birkett retornou à política como Membro do Parlamento pela cidade de Nottingham nas eleições gerais de 31 de maio de 1929, nas quais obteve 14 049 votos, ocupando a cadeira com uma maioria de 2 939. Como o maior partido único, o Partido Trabalhista formou um governo minoritário e começou a preencher os cargos ministeriais. O Partido Trabalhista tinha poucos advogados experientes na Câmara dos Comuns, então o primeiro-ministro trabalhista, Ramsay MacDonald, tentou atrair advogados notáveis liberais para ocupar os cargos de procurador-geral e procurador-geral da Inglaterra e do País de Gales. William Jowitt desertou para o Partido Trabalhista em troca do cargo de procurador-geral, e o cargo de procurador-geral foi oferecido a Birkett. Birkett respondeu que "ele não poderia mudar sua política em vinte e cinco minutos e, mesmo que o Partido Liberal se desintegrasse completamente, ele não seria visto se refugiando na arca trabalhista".
Apesar de ter que fazer malabarismos com sua carreira na Ordem dos Advogados e como membro do parlamento, Birkett manteve uma boa frequência na Câmara dos Comuns e, junto com Sir John Simon, tornou-se o principal porta-voz liberal no lado legal da legislação. Seu ataque a uma cláusula do Finance Act 1930 atraiu muitos elogios de políticos liberais e conservadores, entre eles Winston Churchill, que afirmou: "raramente ouvi um discurso dirigido com mais precisão ao objeto em debate, mais harmoniosamente sintonizado com o caráter de discussão do Comitê, do que a excelente declaração que o Meritíssimo e douto Senhor acaba de fazer". Birkett liderou a resposta liberal à proposta trabalhista do Projeto de Lei de Disputas Comerciais de 1931 e "o reduziu a farrapos", embora o projeto tenha sido aprovado por causa de algumas abstenções liberais. O discurso foi particularmente bem recebido e levou MacDonald a oferecer novamente o cargo de procurador-geral a Birkett, já que o titular do cargo , James Melville, estava prestes a renunciar. Mais uma vez, Birkett recusou e Stafford Cripps foi escolhido. Quando o Partido Liberal voltou ao poder em 1931, em coalizão com os Conservadores e o Trabalho Nacional, como parte do Governo Nacional de MacDonald, esperava-se que Birkett recebesse o cargo de Membro Liberal do Parlamento, mas quando eles propuseram candidatos a Procurador General, os liberais ultrapassaram a cota ministerial acordada na coalizão. Foi oferecido a Birkett um cargo não jurídico, mas disse que "não poderia contemplar um cargo que significasse desistir de minha prática"
Após uma crise econômica em 1931, o rei dissolveu o parlamento e Birkett voltou a cidade de Nottingham para defender o mandato; seu principal adversário era o conservador Louis Gluckstein, que o havia desafiado nas eleições de 1929. O apoio do Partido Conservador ao protecionismo foi aprovado pelo eleitorado, já que a maioria trabalhava em indústrias que sofreram após a instituição do livre comércio. Gluckstein venceu a eleição geral em 27 de outubro de 1931 com uma maioria de 5 583 votos.
Em 3 de novembro, Birkett foi informado de que, se tivesse sido eleito, o primeiro-ministro pretendia torná-lo procurador-geral. Desiludido com as circunstâncias da eleição, Birkett "[despediu-se] de Nottingham" e retirou-se da política. Ele foi convidado a se candidatar pelo Liberal mais duas vezes; uma vez em 1931 para Torquay e uma vez em 1932 para North Cornwall. A segunda era uma oferta tentadora; a cadeira ficou vaga com a morte de seu titular anterior, do Partido Liberal Nacional com uma maioria confortável, e era quase certo que Birkett retornaria ao Parlamento. Apesar disso, ele recusou, não gostando das políticas liberais nacionais, até o ponto delas se alinharam com o Partido Conservador.

### Retorno à Ordem dos Advogados
Em 1930, Birkett esteve envolvido no chamado caso de assassinato do Blazing Car. Em 6 de novembro de 1930, dois homens voltando para casa, em Northampton, notaram uma luz brilhante à distância e viram um homem sair de uma vala na beira da estrada, ambos olharam para trás em direção à luz e disseram "parece que alguém teve uma fogueira". Os dois jovens correram em direção à luz, viram que era um carro em chamas e chamaram um policial. Quando o fogo se extinguiu, um corpo foi encontrado dentro do porta-malas de um carro com o rosto tão carbonizado que foi impossível determinar a identidade do homem; a placa do carro estava intacta, no entanto, a identidade foi atribuída a Alfred Arthur Rouse. Posteriormente, Rouse foi preso e compareceu ao Northampton Crown Court em 26 de janeiro de 1931, acusado do assassinato de um homem desconhecido. Ele foi defendido por Donald Finnemore, e o Tribunal foi representado por Birkett e Richard Elwes. Rouse foi condenado por uma série de eventos. Ao ser preso, ele fez declarações como "Estou muito feliz que acabou" e "sou responsável" e que o motor do carro estava desligado no momento do incêndio, descartando a possibilidade de ignição acidental. Quando compareceu como testemunha, o réu alegou que, depois de ter dado carona a um desconhecido, verificou que estava ficando sem gasolina e pediu ao passageiro que levasse a lata sobressalente no carro e enchesse o depósito. Enquanto fazia isso, Rouse testemunhou que foi para a beira da estrada para urinar e, enquanto lá, ouviu uma grande explosão. Ele disse que viu uma grande chama e ficou convencido de que o tanque de gasolina iria explodir. Como tal, ele fugiu o mais rápido possível, momento em que se deparou com os dois jovens na estrada.
O interrogatório dele e de outras testemunhas por Birkett influenciou o júri, e eles levaram apenas quinze minutos para considerar Rouse culpado de assassinato. Depois que seu recurso foi rejeitado pelo Tribunal de Recursod e pelo Ministro do Interior, Rouse admitiu que de fato cometeu o assassinato –  embora ele nunca tenha dado uma razão –  foi teorizado que ele havia feito isso na tentativa de fingir sua própria morte. Apesar de sua admissão de culpa, a identidade da vítima nunca foi descoberta.
Em 1934, Birkett atuou como advogado no segundo dos dois assassinatos em Brighton, um caso que foi descrito como "seu maior triunfo em um caso capital". Em junho de 1934, o torso de uma mulher foi encontrado em uma mala na estação ferroviária de Brighton. As pernas foram descobertas pela Estação King's Cross no dia seguinte, mas sua cabeça e braços nunca foram encontrados, e o caso ainda não foi resolvido. Uma mulher chamada Violette Kaye havia desaparecido, e o aparecimento do corpo da primeira mulher levou a um exame mais minucioso do caso de Kaye. Em 14 de julho, eles entrevistaram Toni Mancini, namorado de Kaye, que os convenceu de que a morta não poderia ser Kaye; a morta foi identificada como tendo cerca de trinta e cinco anos e cinco meses de gravidez, enquanto Kaye era dez anos mais velha. Kaye foi vista com vida pela última vez em 10 de maio parecendo angustiada na porta de sua casa e tinha uma visita marcada para visitar sua irmã em Londres, que recebeu um telegrama em 11 de maio dizendo "indo para o exterior. Bom trabalho. Embarcar no domingo. Pode escrever. Aguarde!" em maiúsculas. Os funcionários dos correios não conseguiam lembrar quem o enviou, mas especialistas testemunharam que a caligrafia do telegrama tinha semelhanças com a de um cardápio escrito por Mancini. Em 14 de maio, com a ajuda de outro homem, Mancini tirou seus pertences da casa que dividia com Kaye, que incluía um grande baú pesado demais para ser movido à mão. Mancini disse às pessoas que havia terminado com Kaye e ela havia se mudado para Paris, e que antes de partir ele a havia espancado. Mais tarde, ele disse a um amigo: "Qual é a vantagem de bater em uma mulher com os punhos? Você só se machuca. Você deve bater nela com um martelo como eu fiz e [cortá-la]." Um tubarão-martelo foi encontrado mais tarde no lixo de sua antiga casa.
Depois que a polícia partiu em 14 de julho, Mancini pegou um trem para Londres. Quando a polícia chegou na manhã seguinte, eles não conseguiram encontrar Mancini, mas encontraram o corpo de Kaye em decomposição no porta-malas de sua nova casa. Eles imediatamente enviaram uma chamada em todo o país para que Mancini fosse preso, e ele foi pego perto de Londres. Ele alegou que não era culpado e afirmou durante as entrevistas com a polícia que havia voltado para casa para encontrar Kaye morta. Temendo que, com sua ficha criminal, a polícia não acreditasse nele, ele escondeu o corpo em um porta-malas. Enquanto Mancini estava na prisão, seu advogado ligou para Birkett e pediu-lhe que trabalhasse como advogado de defesa, o que Birkett concordou em fazer. Em sua defesa, Birkett destacou falhas no caso da promotoria para introduzir um elemento de dúvida na mente do júri. Seu interrogatório de Sir Bernard Spilsbury, famoso patologista do Home Office e potencialmente a testemunha mais perigosa da Coroa, foi visto como "magistral". Birkett também destacou a natureza amorosa do relacionamento entre Kaye e Mancini antes da morte de Kaye. Apesar das fortes evidências de que ele cometeu o crime, incluindo marcas no crânio da vítima que se acredita serem de um martelo e marcas de sangue nas roupas de Mancini, o júri considerou Mancini inocente após duas horas e meia de deliberações. Mancini confessou o assassinato antes de morrer.
Em maio de 1937, Birkett foi nomeado presidente do Comitê Interdepartamental para o Aborto, criado pelo Ministro da Saúde e do Interior, preparando um relatório "para investigar a prevalência do aborto e a lei relacionada a ele, e considerar quais medidas podem ser tomado por uma aplicação mais efetiva da lei", cargo no qual ocupou por dois anos. Durante o verão de 1937, Birkett foi convidado a representar a Ordem dos Advogados na reunião anual da Canadian Bar Association, em Toronto, no Canadá, onde tinha uma oratória popular. Em janeiro de 1938, ele foi convidado a atuar como Comissário do Assize para abrir o Tribunal Assize, em Aylesbury, lidando com uma média de 10 casos por dia. Após a eclosão da Segunda Guerra Mundial em 1939, ele se tornou membro de um comitê que assessorava o Ministro do Interior sobre a detenção de supostos agentes inimigos. O comitê lidou com mais de 1 500 casos em dois anos. Embora o trabalho não fosse remunerado, ele foi nomeado cavaleiro (grau honorífico Knight Bachelor) em 6 de junho de 1941, como reconhecimento pelo seu trabalho. Ele também fazia transmissões de rádio semanais após o noticiário da noite de sexta-feira para combater as transmissões de William Joyce, conhecido como Lord Haw Haw. A primeira transmissão ocorreu em 9 de fevereiro de 1940, e eles foram considerados um impulso moral durante a chamada Guerra de Mentira.

## Juiz na Alta Corte de Justiça
Birkett havia recebido uma oferta de nomeação para a Alta Corte de Justiça já em 1928, mas recusou, dizendo que "não fui realmente atraído pelo cargo judicial (...) Amei demais a Ordem dos Advogados". Após a morte do juiz da Alta Corte, Sir Anthony Hawke, em outubro de 1941, o Lord Chancellor, Lord Simon, ofereceu a Birkett o assento. Birkett considerou seu "dever público" ingressar no Tribunal, e escreveu, novamente, em 4 de novembro, aceitando a oferta. Ele foi empossado em 11 de novembro de 1941 e sentou-se pela primeira vez em 24 de novembro daquele ano. Ele não gostou de seu tempo nos tribunais superiores, admitindo que "perdeu os holofotes" como advogado e, combinado com problemas de saúde, sofreu de depressão em 1942. Ele era, no entanto, um juiz popular, embora se sentisse muito fraco em seus julgamentos porque "não desejava ferir os sentimentos das pessoas". A certa altura, o jornal Daily Herald informou que ele seria nomeado vice-rei da Índia. Por várias semanas em 1943, ele sentou-se no Tribunal de Recursos antes de partir para uma visita do Assize. Ele adoeceu após algumas semanas com uma combinação de doença cardíaca e pneumonia e voltou para casa para se recuperar. No ano seguinte, sua saúde deteriorou, razão pela qual considerou renunciar ao cargo de juiz, pois sentia que não podia mais confiar em suas habilidades como tal. Durante seu tempo na Alta Corte, ele lidou com vários casos notáveis, entre eles Constantine v Imperial Hotels Ltd, que reafirmou o princípio da lei comum de que os estalajadeiros não devem recusar acomodação a hóspedes sem justa causa.

### Julgamentos realizados em Nuremberg
Em 30 de agosto de 1945, Birkett recebeu uma carta do Lord Chancellor, pedindo-lhe para trabalhar como juiz britânico nos Julgamentos de Criminosos de Guerra Alemães em Nuremberg. Ele aceitou, afirmando que foi "uma grande honra ser selecionado". Mas quando ele esteve em Londres para discuti-lo, foi informado de que o Ministério das Relações Exteriores queria a presença de um juiz mais antigo, idealmente um Law Lord, mas como nenhum destes estava disponível, eles solicitaram que um juiz do Tribunal de Justiça Recurso deve ser nomeado. Geoffrey Lawrence foi escolhido como principal juiz britânico, e Birkett foi oferecido o cargo suplente para os julgamentos, que ele aceitou, embora com menos entusiasmo do que havia demonstrado ao aceitar a oferta original. Ele se tornou amigo do juiz americano Francis Biddle, embora quando eles se conheceram, ele acidentalmente o confundiu com Anthony Drexel Biddle e comentou como seu treinamento diplomático seria útil nos julgamentos.

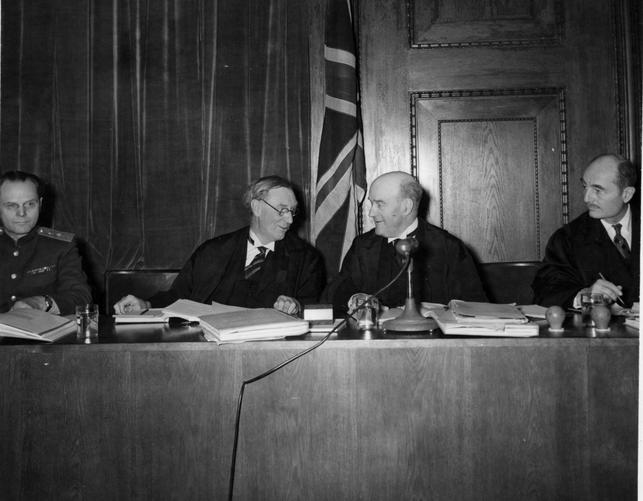
Os juízes britânicos de Nuremberg; Birkett é o segundo da esquerda

O julgamento durou de 18 de outubro de 1945 a 30 de setembro de 1946 e, embora Birkett não tenha votado no processo como suplente, sua opinião teve peso e ajudou a influenciar as decisões tomadas pelos juízes principais. Depois de voltar para casa após os julgamentos, ele recebeu elogios tanto do Lord Chancellor, que disse que "O país deve muito a ele por justificar nossas concepções de um julgamento imparcial sob o estado de direito", quanto de John Parker, o juiz alternativo americano, que escreveu que:
Embora apenas um membro suplente do tribunal sem voto, sua voz foi ouvida em todas as suas deliberações, sua avaliação redigiu a parte mais importante de seu julgamento; pois ninguém ligado ao tribunal, membro ou não, teve maior parte do que ele na formação do resultado final. Eu, como acredito na confiança, o trabalho do tribunal constituirá um marco no desenvolvimento da ordem mundial baseada na lei, cabe a Norman Birkett grande parte dos créditos pelo sucesso de seu compromisso. Para poucos homens chega a oportunidade de trabalhar tão poderosamente pelo bem-estar de sua espécie.
Depois que os juízes voltaram para casa, Lawrence foi nomeado Barão por seu trabalho em Nuremberg, mas Birkett não recebeu nada. A falta de recompensa por seu trabalho o levou a uma depressão, da qual demorou muitos meses para se recuperar. Ele acabou sendo nomeado Conselheiro Privado na lista de Honras de Aniversário de 1947, mas viu isso como uma recompensa ruim pelo trabalho que havia feito em Nuremberg.

### Outros trabalhos judiciais

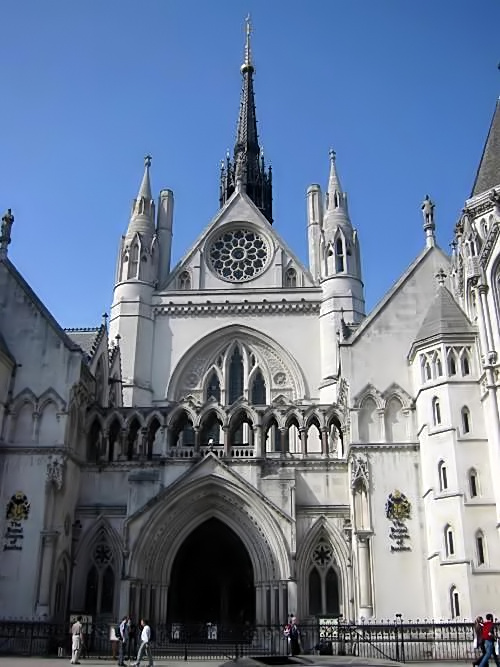
O Royal Courts of Justice, onde Birkett trabalhou entre 1941 e 1956

O restante de seu tempo na Alta Corte transcorreu sem intercorrências, mas ele continuou insatisfeito com seu trabalho como juiz, observando que "estou nervoso comigo mesmo, sem muita confiança em meu julgamento e hesitante sobre minhas sentenças e indenizações e coisas desse tipo. Não senti nenhum brilho de conquista em nenhum resumo, embora nenhum deles tenha sido ruim."
Ele foi novamente atingido pela depressão em 1948, quando Sir Alfred Thompson Denning e Sir John Singleton foram nomeados para o Tribunal de Recurso antes dele, apesar de terem sido nomeados para o Tribunal Superior depois dele. Em 30 de julho de 1949, Birkett foi ao Lord Chancellor e discutiu a possibilidade de sua nomeação para o Tribunal de Recursos, mas saiu insatisfeito. Em 14 de novembro, uma úlcera péptica perfurou, da qual passou seis meses se recuperando. Em uma tentativa de apaziguá-lo, o Lord Chancellor ofereceu a Birkett um título de nobreza sem salário em 8 de maio de 1950, mas ele recusou porque não tinha meios para sobreviver sem emprego remunerado. Enquanto falava em uma conferência em Washington, D.C., capital do Estados Unidos, em 31 de agosto de 1950, ele recebeu um telegrama do Lord Chancellor, oferecendo-lhe uma nomeação para o Tribunal de Recursos; ele imediatamente devolveu sua aceitação. Ele foi empossado em 2 de outubro e ouviu seu primeiro caso no dia seguinte.
Ele achou o trabalho no Tribunal de Recursos enfadonho, e sua decepção aumentava quanto mais tempo ele trabalhava. Como na Alta Corte, ele se sentia incerto sobre seus julgamentos e se estava afetando a lei. Apesar de sua opinião pessoal sobre si mesmo, o judiciário como um todo sentiu que sua mistura de humanidade e bom senso era benéfica para o tribunal. Durante as Longas Férias de 1951, ele transmitiu três palestras para a BBC sobre o tema do direito internacional e seu crescimento e fez um discurso para a Law Society, intitulado "A contribuição do advogado para a sociedade". Apesar de sua infelicidade com o trabalho no Tribunal de Recursos, ele trabalhou até 1956, quando seu longo serviço como juiz lhe permitiu receber uma pensão. Em seu tempo restante no Tribunal de Recursos, Birkett julgou vários casos notáveis, entre eles Pharmaceutical Society of Great Britain v Boots Cash Chemists (Southern) Ltd [1953] 1 QB 401, e Entores Ltd v Miles Far East Corporation [1955] 2 QB 327, onde o tribunal tomou uma decisão histórica sobre a aceitação de um contrato em relação ao Telex.

## Aposentadoria
Em 13 de junho de 1957, ele se tornou presidente de um comitê de Conselheiros Privados que realizava uma investigação sobre o uso de escutas telefônicas pelo Ministro do Interior. Após vinte e nove reuniões, Birkett elaborou um relatório que passou ao Parlamento apoiando o uso de escutas telefônicas e observando sua eficácia. Em 9 de dezembro, chegou uma carta do primeiro-ministro oferecendo-lhe o título de nobreza. Ele aceitou, e seu nome apareceu na lista de Honras de Ano Novo de 1958, e foi nomeado Barão Birkett, de Ulverston, no Condado de Lancaster, e assumiu seu assento na Câmara dos Lordes em 20 de fevereiro de 1958. No mesmo ano, ele foi premiado com um LLD pela Universidade de Cambridge, onde o palestrante disse que Birkett era "dotado de uma voz que Cícero declarou ser o primeiro requisito de um orador" e que "em nosso próprio tempo havia ninguém mais habilidoso em influenciar a mente de um júri." Em fevereiro de 1959, apareceu no primeiro episódio do programa de televisão da BBC, Face to Face, onde foi descrito como "um dos três ou quatro maiores advogados criminais deste século, e talvez um dos três ou quatro maiores advogados criminais do mundo". tempo todo". Fora da política e da lei, ele também trabalhou como Mestre da Venerável Companhia de Curriers quatro vezes.
Birkett tentou sentar-se o mais regularmente possível na Câmara dos Lordes e fez seu primeiro discurso em 8 de abril de 1959 sobre o tema dos crimes no Reino Unido. Em maio, ele moveu a primeira leitura do Projeto de Lei de Publicações Obscenas, que foi aprovado com apoio de ambos os lados da casa. Particularmente, Birkett acreditava que "nunca haverá uma lei satisfatória na Inglaterra sobre obscenidade. Nossa Lei de 1959 é a melhor que já fizemos." Em 1961, foi novamente convidado pela BBC para dar uma série de palestras no BBC Home Service, desta vez intitulada "Seis Grandes Advogados". Ele escolheu Edward Marshall Hall, Patrick Hastings, Edward Clarke, Rufus Isaacs, Charles Russell e Thomas Erskine. Ele sentou-se pela última vez na Câmara dos Lordes em 8 de fevereiro de 1962, onde fez um discurso criticando um elemento do Manchester Corporation Bill, que teria a água drenada de Ullswater para atender às necessidades da crescente população de Manchester. Seu discurso foi "profundamente sentido e eloquente" e, quando os votos foram anunciados, Birkett e seus apoiadores venceram por 70 votos a 36. Posteriormente, Ullswater Yacht Club realiza uma corrida anual do Troféu Lord Birkett Memorial no lago.
Na manhã seguinte, ele reclamou de problemas cardíacos, desmaiou logo após o almoço e foi levado ao hospital. Os médicos descobriram que ele havia rompido um importante vaso sanguíneo e uma cirurgia imediata foi necessária para consertá-lo. A operação não resolveu o problema e ele morreu no início da manhã de 10 de fevereiro de 1962. Seu filho, Michael, o sucedeu como Barão Birkett.